# Zhang Hua (taekwondo)
Zhang Hua (18 de octubre de 1990) es una deportista china que compitió en taekwondo.
Ganó una medalla de plata en el Campeonato Mundial de Taekwondo de 2009, y dos medallas de oro en el Campeonato Asiático de Taekwondo en 2012 y 2014. En los Juegos Asiáticos de 2014 consiguió una medalla de plata.

## Palmarés internacional
| Campeonato Mundial  | Campeonato Mundial           | Campeonato Mundial | Campeonato Mundial |
| Año                 | Lugar                        | Medalla            | Categoría          |
| ------------------- | ---------------------------- | ------------------ | ------------------ |
| 2009                | Copenhague (Dinamarca)       | Medalla de plata   | –62 kg             |
| Juegos Asiáticos    |                              |                    |                    |
| Año                 | Lugar                        | Medalla            | Categoría          |
| 2014                | Incheon (Corea del Sur)      | Medalla de plata   | –62 kg             |
| Campeonato Asiático |                              |                    |                    |
| Año                 | Lugar                        | Medalla            | Categoría          |
| 2012                | Ciudad Ho Chi Minh (Vietnam) | Medalla de oro     | –62 kg             |
| 2014                | Taskent (Uzbekistán)         | Medalla de oro     | –67 kg             |